# Novell Storage Services
Novell Storage Services (NSS) — файловая система, используемая в операционной системе Novell NetWare. Поддержка данной файловой системы также реализована в SUSE Linux посредством низкоуровневого сетевого протокола NCPFS. Она обладает некоторыми уникальными особенностями, которые делают её особенно привлекательной для использования на файловых серверах в локальных сетях.
NSS — это 64-битная журналируемая файловая система, в которой используется алгоритм сбалансированного дерева поиска для хранения структуры каталогов. Опубликованная спецификация (для NetWare 6.5) содержит:
- Максимальный размер файла: 8 Тбайт
- Максимальный размер раздела: 2 Тбайт
- Максимальный размер устройства (физического или логического): 2 Тбайт
- Максимальный размер пула: 8 Эбайт
- Максимальный размер тома: 8 Эбайт[1]
- Максимальное количество файлов на том: 8 триллионов (хотя на практике и ограничено чуть более чем двумя миллионами ввиду ограничения на размер тома)
- Максимальное количество томов на сервере: неограниченно, если все тома NSS
- Максимальное количество открытых файлов на сервер: 1 миллион
- Максимальный глубина подкаталогов: ограничено только возможностями клиентской части
- Максимальное количество томов в разделе: неограниченно
- Максимальное количество расширенных атрибутов: неограниченно
- Поддерживается прозрачное сжатие файлов
- Поддерживается шифрование файлов
- Поддерживается восстановление удаленных файлов ввиду отложенной «очистки» тома
- Полная поддержка Unicode для имен файлов
- Поддержка отдельных пространств имён: длинные имена стандарта Microsoft Windows (загружаются по умолчанию), DOS, Unix, Apple Macintosh